# روكي 2
روكي 2 (بالإنجليزية: Rocky II)‏ هو فيلم دراما تم إنتاجه في الولايات المتحدة وصدر في سنة 1979. الفيلم من إخراج سيلفستر ستالون وكتابة سيلفستر ستالون. من بطولة سيلفستر ستالون وتاليا شاير وهو الجزء الثاني من سلسلة أفلام روكي الستة.

## القصة
بعد وقت قصير من مباراة الملاكمة بينهما، تم إدخال روكي وأبولو إلى المستشفى، حيث خضع روكي لعملية جراحية لتصحيح انفصال الشبكية. بعد خروجه من المستشفى، يأخذ روكي فترة راحة من الملاكمة ويتزوج أدريان.
على الرغم من أن روكي يبدو أنه يستمتع بالحياة الطبيعية، إلا أنها سرعان ما تتحول إلى اضطراب، حيث أن قلة خبرته في التعامل مع المال تتسبب في وقوعه في مشاكل مالية. بعد عدة محاولات فاشلة للحصول على وظيفة، وخاصة في منشأة تعبئة اللحوم حيث يعمل باولي، يشعر روكي أن الملاكمة هي الطريقة الوحيدة لكسب الكثير من المال.
يزور روكي ميكي جولدميل، مدربه ومديره، في صالة الألعاب الرياضية الخاصة به للحديث عن إمكانية إنهاء فترة انقطاعه عن الملاكمة. يعارض أدريان إنهاء روكي لتوقفه عن العمل، خوفًا من أن يؤدي ذلك إلى انفصال الشبكية مرة أخرى، وهي حالة يمكن أن تؤدي إلى العمى الدائم. يبدأ روكي التدريب على أي حال، دون أن يدرك أن أدريان حامل وما زال لا يدعم أي محاولة لروكي للعودة إلى الملاكمة.
يواجه باولي أدريان أثناء عملها في متجر الحيوانات الأليفة، ويدخل أدريان فجأة في المخاض قبل دخوله المستشفى. يندفع روكي إلى المستشفى، حيث أنجب أدريان طفلاً اسمه روبرت. على الرغم من أن الولادة كانت مبكرة، إلا أن الطفل أصبح بصحة جيدة.
تُقام مباراة العودة بين روكي وأبولو في عيد الشكر، وخلال المباراة، يأخذ روكي الأمور على محمل الجد لتجنب المزيد من إصابة العين. تستمر المباراة مرة أخرى لمدة خمسة عشر جولة، وفي مرحلة ما، يسقط كلا المقاتلين على الأرض. يتمكن روكي من النهوض مرة أخرى، لكن أبولو مرهق ولا يستطيع النهوض بالكامل قبل أن يسقط على الأرض، مما يؤدي إلى العد الخارجي، مما يسمح لروكي بتأمين اللقب.

## وصلات خارجية
- روكي 2 على موقع IMDb (الإنجليزية)
- روكي 2 على موقع ميتاكريتيك (الإنجليزية)
- روكي 2 على موقع روتن توميتوز (الإنجليزية)
- روكي 2 على موقع نتفليكس (الإنجليزية)
- روكي 2 على موقع قاعدة بيانات الأفلام العربية
- روكي 2 على موقع ألو سيني (الفرنسية)
- روكي 2 على موقع Turner Classic Movies (الإنجليزية)
- روكي 2 على موقع أول موفي (الإنجليزية)
- روكي 2 على موقع بوكس أوفيس موجو (الإنجليزية)
- روكي 2 على موقع فيلمافينيتي (الإسبانية)